# Trdnjava Hohensalzburg
Trdnjava Hohensalzburg je simbol mesta Salzburg. Leži na hribu nad mestom -  trdnjavskem griču (festungsberg), ki se nadaljuje severozahodno v Mönchsberg. Obronek na vzhodu trdnjavskega griča se imenuje Nonnberg, na njem pa neposredno pod vzhodnimi zidovi trdnjave - Nonnberški bastijoni (Nonnbergbasteien) stoji ženski benediktinski samostan Nonnberg. Trdnjava Hohensalzburg je med največjimi gradovi v Evropi z več kot 7.000 m² pozidane površine (vključno z bastijoni nad 14.000 m²). Izvira iz 11. stoletja in je največji popolnoma ohranjen grad v srednji Evropi in z več kot milijonom obiskovalcev letno tudi najbolj obiskana turistična atrakcija v Avstriji izven Dunaja (Schönbrunn in Kunsthistorisches Museum jih imata več (statistika obiskovalcev 2017 

## Zgodovina
Leta 1077 je Gebhard (1010–1088) začel graditi stanovanjski stolp - ki še vedno tvori jedro - majhno cerkev in majhno stanovanjsko zgradbo s pripadajočim obzidjem. Ker pa je moral Gebhard v investiturnem boju oditi v izgnanstvo, je bila ta gradnja končana pod nadškofom Bertholdom von Moosburgom, ki ga je imenoval cesar in nadškofom Konradom von Abenbergom (1106–1147).
Od 12. do 14. stoletja je sedanji obseg gradu v veliki meri določila gradnja zunanjega utrdbenega obroča.
Leta 1462 je bilo pod Burkhardom II. von Weißpriachom (1461–1466) ojačano obzidje s štirimi stolpi (imenovanimi Glockenturm, Trompeterturm, Krautturm in Schmied- ali Arrestantenturm), vzhodni vhod nad Nonnbergom je varoval meter debel zid, na južno stran gradu pa pritrjen bastijon.
Pod Weißpriachovim naslednikom Bernhardom von Rohrjem (1466–1481) je bilo staro obzidje od leta 1479 povečano in zgrajen tako imenovan Schlangengangs - obrambni hodnik, ki se je uporabljal za obrambo vzhoda proti Nonntalu in samostanu Nonnberg.
Janez III. Beckenschlager (1481–1489) je stanovanjski stolp razširil v štirinadstropno stanovanjsko stavbo. Poleg tega sta bila tam prva orožarna in kašča. Na tem je še vedno mogoče najti Beckenschlagerjev grb - najstarejši grb, ki ga še danes najdemo na trdnjavi Hohensalzburg.
Leonhard von Keutschach (1495–1519) je med letoma 1495 in 1519 trdnjavo še naprej širil in tako vidno pokazal svojo moč v času vse večje vojne nevarnosti. Stanovanjski stolp je v drugem in tretjem nadstropju razširil in dodal zapor, ki je bil zgrajen na mestu nekdanje kapele. V času njegovega vladanja je trdnjava postala plemenit poznogotski vladarski sedež, kot kažejo danes čudovite knežje sobe.
Za izboljšanje oskrbe z vodo v primeru obleganja je nadškof postavil nov velik rezervoar in dvignil nekaj obstoječih stolpov. Vlečnica, danes najstarejša ohranjena vzpenjača na svetu, Kuchlturm in pekarna, pa tudi več vrat (Rosspforte, Schleuderpforte) in vhodno poslopje v Höllenpforte so zgradili pod Leonhardom von Keutschachom (ali njegovim predhodnikom). Najbolj presenetljivo delo je Salzburger Stier - mehanski orgelski instrument podoben preveliki glasbeni skrinji - z valjem v Krautturmu. Danes je to najstarejši delujoč orgelski rog na svetu.
Sredstva za živahno gradnjo so prišla predvsem od pridobivanja soli v Dürrnbergu pri Halleinu, pa tudi iz rudarjenja v Turah. Leta 1555, v razcvetu pridobivanja zlata, je bila letna proizvodnja skoraj 831 kg. Izkušeni rudarji, pogosto pripeljani iz severne Nemčije, so v poznejših kmečkih vojnah tvorili močno jedro upora proti nadškofovi moči.
Pod Matthäusom Langom von Wellenburgom (1519–1540) so te kmečke vstaje dosegle vrhunec. Od 5. julija do 31. avgusta 1525 so kmetje in rudarji oblegali knezonadškofa v njegovi trdnjavi. Ta upor je bil v 900-letni zgodovini največji izziv trdnjave Hohensalzburg. Vendar je trdnjava ostala neosvojena.
Za Wolfa Dietricha von Raitenaua (1587–1612) je bila širitev trdnjavskih del malo pomembna, saj se je graditelj v glavnem posvečal raznolikim gradbenim ukrepom v mestu. Kljub temu je grad postal njegova usoda. Njegov naslednik Markus Sittikus von Hohenems (1612–1619) ga je tu obdržal do konca življenja.
Paris von Lodron (1619–1653) je mesto Salzburg med tridesetletno vojno utrdil na obeh straneh reke Salzach z novimi, prostornimi in močnimi utrdbami, trdnjavo Hohensalzburg na jugu mesta pa so nato razširili v sodobno trdnjavo. Tako so v času njegove vladavine zgradili mogočne bastijone Hasengrabenbasteien, vključno z orožarno in razširjenimi bastijoni Nonnbergbasteien. Imel je tudi prvi zaporni lok (londronski lok) kot zaščito pred topništvom in ustvaril ali občutno razširil druge elemente, kot je barbakan, skupaj z dvojnimi vrati in pregradno steno. Okrepil je tudi vse obrambne zidove, ki so trdnjavo povezovali z mestom Salzburg in Mönchsbergom.
Pod Maxom Gandolfom von Kuenburgom (1668–1687) je bil na severni strani zgrajen 30 m visok in nekaj metrov debel Feuerbastei (imenovan tudi Kuenburgbastei) kot najmlajša velika utrdba trdnjave.
Po popisu iz leta 1790 je takratna oborožitev vsebovala več kot 100 popolnih konjeniških oklepov, več kot 1100 viteških oklepov, nabodala in čelade. Bilo je tudi 415 možnarjev, 460 železnih in 130 bronastih topov. Vendar so bili mnogi med njimi že takrat vojaško zastareli.
V času napoleonskih vojn mesto ni nudilo odpora napredujočim Francozom, trdnjavo so brez boja predali. Zato te trdnjave Francozom ni bilo treba rušiti (kot na primer grad Grazer Schloßberg) in je bil ohranjen.
Zaradi poznejšega zanemarjanja in požara leta 1849 je bilo treba leta 1851 izvesti obsežno obnovo, ki se je nanašala predvsem na notranjost. V naslednjih letih so trdnjavo dokončno uporabili kot depo in vojašnico. Leta 1861 je Franc Jožef I. kot trdnjavo Hohensalzburg opustil, vendar se je še vedno uporabljala kot vojašnica.
Leta 1892 so zaradi turističnih razlogov do Hasengrabenbastei zgradili trdnjavsko železnico, ki je bila najprej upravljana iz hidroelektrarne. Nekdanji dom Michaela Haydna je bil pri tem uničen, a postavljen njegov spomenik. Od leta 1951 do 1981 je bil celoten sistem podvržen obsežni statični zaščiti. Trdnjava, ki je bila nekdaj last knezonadškofa, je danes last države Avstrije. Kot simbol mesta Salzburg se uporablja predvsem za turizem.
Zvezna vlada je leta 2016 ob jubileju 200 let Salzburga v Avstriji podelila trdnjavo zvezni deželi Salzburg.

## Zgodovina gradnje

### Predzgodovina in antika
Mesto Salzburg leži na območju, kjer se je severna nižina vrinila v Alpe, neposredno ob reki Salzach, ki tu tvori zlahka nadzorovano dolino in tako ponuja najboljše topografske pogoje za poselitev. Na hribih okrog Salzburga obstajajo številne višinske keltske naselbine, celo majhni in veliki tabori na mestnih gričih, kot so Rainberg, Hellbrunnerberg, Kapuzinerberg in Festungsberg. Verjamejo, da so bili ti kraji opuščeni, ko je bilo ustanovljeno rimsko mesto in so bili njihovi prebivalci prisilno preseljeni. Oppidum verjetno ni bil več potreben in ne želeljen.
Rimski Salzburg je bil zgrajen sredi 1. stoletja našega štetja, Plinij Starejši je Iuvavum imenoval enega od treh noriških temeljev, ki so bili postavljeni pod cesarjem Klavdijem I.. Mesto je bilo verjetno v veliki meri razvito pod Neronom. Najdbe iz tega časa so bile tudi na trdnjavi Hohensalzburg; mogoče si je predstavljati svetišče, ki je za zdaj verjetno neasfaltirano.
S povečanimi vpadi Germanov na območje Salzburga se je tu kmalu razvila večja utrdba, vzporedno se v mestu razvijejo številni zidovi, a ne zgoraj, vendar najdbe in ostanki ne zadostujejo za natančne rekonstrukcije. V pozni antiki se je velik del preostalega prebivalstva preselil na varno, zlasti na utrjen hrib, stara rimska infrastruktura v dolini pa je bila opuščena. Pod Valentinijanom je bil na trdnjavskem hribu zgrajen majhen burgus (stolp) za Legio II Italica, ki je stal sredi večjega naselja na več terasah.

### Bavarski sledovi poselitve
Pod sv. Severinom okoli leta 470 je bil Salzburg pozno rimsko krščansko mesto s tremi cerkvami. Potem ko so Rimljani zapustili grobišča ali mavzolej ob vznožju gore, dokumentirajo stalno naselje na Nonnbergu ali Festungsbergu. Zgodovinski viri zgodnjega srednjega veka kažejo, da so bavarski vojvode v 7. in 8. stoletju prebivali tudi v Salzburgu. Theudebert III. (Theodo III., * Okrog 685, † po letu 716) je imel celo sedež v Salzburgu ali na Festungsbergu po kratki razdelitvi države na štiri, ki jo je postavil njegov oče Theodebergt II. Zgornji grad – kastrum superior - ki je bil na Nonnbergu - je mogoče prvič dokumentirati leta 696. Ni predhodnik trdnjave Hohensalzburg, vendar je med zunanje objekte vključevala Festungsberg. Martinskirche, ki je pripadala trdnjavi, je tudi stala na Nonnbergu. Patrocinij kaže na narodnega svetnika Frankovskega cesarstva, katerega merovinški kralji so uporabljali bavarsko družino Agilolfingov. Agilolfingi so si prizadevali za neodvisno regionalno politiko na Bavarskem. Zaprli so se pred vse večjim karolinškim vplivom, postavili svojo deželno cerkev, in bili močno povezani z lastnimi vojvodskimi rezidencami ter vodili lastna pogajanja s sovražniki cesarstva, zato je Tasila III. leta 788 pokoril Karel Veliki. Njegovo vojvodstvo je bilo ukinjeno in razdeljeno.
S padcem vojvodine Agilolfingov se je poselitev trdnjavskega hriba verjetno končala. Le spodnja terasa Nonnberga s Frauenstifto je ostala naseljena. Vsaj do 11. stoletja na planoti na vrhu ni ostalo nobenih sledi.
Mesto Salzburg se je razvilo pod nadškofom Arnom Salzburškim, ko ga je Karel Veliki postavil za metropolita Vzhodnih Alp in pozneje za metropolita nemško govorečega območja. S svetovnega vidika je bil Salzburg sprva malo pomemben del Bavarske. To se je spremenilo v investiturnem boju (12. stoletje), v katerem sta se cesar in papež borila za prevlado. Oba sta skušala z darili in privilegiji osvojiti lokalne velikaše, kar jim je omogočilo povečanje njihove politične in gospodarske moči.

### Romanski grad
Največji koristnik te politike je bil nadškof Gebhard, ki je hitro prestopil iz cesarskega spovednika v kanclerja in leta 1060 v salzburškega nadškofa. Toda namesto, da bi se pokoril svojemu cesarskemu dobrotniku ali papežu, je ustanovil lastno sufragan škofijo, ki jo je končno ustanovil v Krki (Gurk) z dvostransko koncesijo (1072). Ta edinstven pravni položaj, ki je za škofovo izvolitev odvzel vpliv papežu in cesarju (še tri take škofije naj bi sledile pod Eberhardom II.), je močno okrepil položaj salzburških nadškofov. Gebhard je bil vljuden z obema stranema. Zavzel se je za papeža, ker naj bi cesarju odrekel pravico do imenovanja cerkvenih funkcij. Za Salzburg je konflikt pomenil politično negotovost. Cerkvena lastnina je bila oplenjena, razdeljeno plemstvo je dobilo številne koncesije. Leta 1076 je najpomembnejšo bazo v Salzburgu južno od Alp v Friesachu napadel štajerski mejni grof. Kot odgovor je Gebhard okoli leta 1077 zgradil več utrdb. Tako je prišlo do zapore Lueg, ki je nadzirala najpomembnejši prehod Vzhodnih Alp proti Italiji in treh deželnih gradov Friesach, Hohenwerfen in Hohensalzburg. Govori se, da cesar ni mogel potovati skozi Salzburg na poti nazaj iz Italije in da so morali mejni grofje iz Furlanije, Kranjske in Istre oditi v Oglej, da bi lahko vsaj prečkali strme koroške prelaze. Kljub temu je moral Gebhard po vrnitvi zbežati. Cesar je imenoval nasprotujočega škofa, ki pa ni mogel prevladati nad vernimi zemljiškimi plemiči. Leta 1086 se je Gebhard lahko vrnil v Salzburg. Umrl je leta 1088 v gradu Hohenwerfen. Ti dogodki dokumentirajo vzpon Salzburga v politični moči, pomen lokalnega plemstva in varne utrdbe. Prava moč se je manifestirala v gradovih. V poznem 11. stoletju so z vprašljivo cesarsko oblastjo začeli graditi številne gradove po vsej deželi, zaradi česar so postali pravi nosilci teritorialne oblasti.
Leta 1105 je Henrik V., sin in sokralj cesarja Henrika IV., izbral svojega spovednika Konrada za salzburškega nasprotnega nadškofa. Ta, znan kot cesarjev najljubši škof, je osvojil trdnjavo Hohensalzburg in v mestu zgradil številne stavbe (nova škofovska rezidenca, preureditev stolnice z dvema stolpoma, dva samostana, vodni predor Mönchsberg (Almkanal), bolnišnico za revne, več opatij in sufraganskih škofij ter najstarejše mestne utrdbe). Nadškofovski gradovi naj bi zagotovili rezidenčno mesto, pa tudi nevralgično točko gospostva. Salzburg, Werfen in Friesach so se razširili v trdnjave. V nasprotju z mestno rezidenco, ki so jo uporabljali za duhovne prireditve, so trdnjave uporabljali predvsem za demonstracijo moči, kar je mogoče razložiti z nadškofovim aristokratskim poreklom in njegovo politično ambicijo.
Glavna romanska trdnjava Hohensalzburg je dobila mogočno s cinamiobdano zunanje obzidje z odseki, ki so bili čim bolj ravni, zaradi stalne višine v strmo nagnjenih vogalih pa so bili visoki stolpi. Posledica tega je bila 150 m dolga fronta pred mestom. Dolomit trdnjavskega griča je bil takrat skoraj izključno gradbeni material za grad. Notranje obzidje in velik stanovanjski stolp na jugu današnji Visoki stolp je dokončal sistem. Ohranjena so dolga območja tega 450 metrov visokega romanskega zunanjega obroča iz zgodnjega 12. stoletja, vendar manjkajo območja vrat in notranja struktura. Takrat je bilo na gradu več kot 30 ministerialov, ki so verjetno imeli svoje reprezentativne prostore. Imeli so hleve, skednje in rokodelske delavnice, katerih ostanki so zaradi poznejšega razvoja in velike nadmorske višine izginili.
Sredi grajskega kompleksa, jasno vidnega iz mesta, poleg majhnega notranjega dvorišča in nad starejšo grajsko kapelo, je bila postavljena zgradba z veliko dvorano - veličastno zasnovana z velikimi arkadami in bogato poslikavo, katere struktura je delno ohranjena do danes. Stara kapela je bila neposredno ob velikem obzidju, do njene galerije je bilo mogoče priti neposredno iz dvorane skozi majhen obokan portal ali visoko ležeč hodnik. Stara kapela je bila vrhunsko opremljena z novo galerijo, štukaturnimi aplikacijami in obsežno poslikavo. Ta grajska kapela je bila odkrita šele pred kratkim in je bila - kolikor je ohranjena - odkrita. Najdeni so bili povezani arhitekturni deli, kot so sklepniki in oboki, zato je mogoče arhitekturo kapele dobro rekonstruirati. Slikarski dekor pa je komaj ohranjen. Drugi glavni sloj je dendrokronološko določen iz obdobja okrog leta 1140. Sestavljeni deli omogočajo povezavo z ohranjenim pasom cokla, vogali prostora in oken. Na podlagi teh informacij obstajajo tri glavna območja, cokel, figuralni friz in okronano okensko območje z meandrskim pasom. Figure in skupine medaljonov omogočajo zavzeti kuliso za osrednje like.
Izjemen pomen srednjeveške trdnjave Hohensalzburg leži, poleg v veliki meri ohranjene gradbene strukture in umetniško zgodovinsko izjemne opreme kapel - mavčne štukature se tukaj prvič uporabljajo severno od Alp - v neposrednem prenosu sakralnih stavbnih delov v posvetne zgradbe. Velika arkadna okna so izposojena iz sočasne samostanske arhitekture, freske v veliki dvorani, delo cerkvenih slikarjev, so edinstvene tudi za ta čas.
V času 46-letne vladavine Eberharda II. (1200–1246) je Salzburg doživel višek v gradnji gradov. Iz tega obdobja je v jedru Hohensalzburga mogoče pokazati več velikih gradbenih faz, ki so morale očitno upoštevati vse večje povpraševanje po reprezentativnih prostorih. Najprej je bila na starem jedru visokega stolpa zgrajena prečna pravokotna konstrukcija, ki so jo na ozke notranje stene razdelili na enake dele. Velika dvorana je dobila novo fresko, ki je verjetno nastala zaradi cesarjevega privilegija. 

### Gotski grad
Del nove stavbe je bil kmalu spet porušen, zgrajeno je bilo manjše dvorišče, večnadstropna homogena struktura 22 × 33 m z odprtim stopniščem. Velika dvorana se lahko razlaga kot predhodnica gotske palače s svojim osrednjim koridorjem.
V 15. stoletju se je skoraj izključno razširil glavni grad Hohensalzburg, postavili so ognje odporne stolpe, tako da so bili to prvi pravi stolpi na gradu, ki so bili zgrajeni kot odgovor na novo strelno orožje. Pod Leonhardom von Keutschachom, sodobnikom cesarja Maksimilijana, se je okrog leta 1500 pojavila oborožitev simbolične moči. Takrat je ta nadškof grad razširil v obrambno sodobno stanovanjsko palačo. Umetniški vrhunec je bila postavitev več knežjih sob, ki po zaslugi dobro ohranjenih kamnitih rezbarij in drugih del predstavljajo veliko evropsko delo gotske umetnosti.

### Trdnjava v renesansi in baroku
V začetku 17. stoletja je Evropo uničila tridesetletna vojna med protestantsko unijo in katoliško ligo. Leta 1632, 1646 in 1648 je celo bavarski volilni knez skupaj s svojo zakladnico zbežal v trdnjavo Hohensalzburg. Nadškof Paris von Lodron (1619–1654) je uspel zaščititi Salzburg pred napadi z množičnim nadgrajevanjem obzidja. Od leta 1620 je bilo celotno staro mesto opremljeno z novimi močnimi utrdbami in nasipi, ki so vključevali celoten Mönchs- in Festungsberg. Draga dela je vodil stolnični graditelj Santino Solari. Od leta 1633 do 1645 je trdnjava dobila tudi dolgo okrepitev srednjeveškega obzidja. Odstranjeni so bili vsi leseni hodniki in skoraj vse visoke strehe stolpov ter visoka streha visokega stolpa. Namesto tega so na jugozahodu, zahodu in vzhodu postavili nove močne utrdbe, katerih veliki zidovi so segali daleč v okoliški Festungsberg. Podzemne stopnice so povezane z več vrati. Pot do vrat je bila okrepljena s preobrazbo Bürgermeistertores, loka, obeh vrat in kurtine pred Petersfriedhofom. Za namestitev znatno okrepljenega parka orožja je bila med Rossom in Schleuderpforteom zgrajena orožarna, dvonadstropna klet (zdaj Marionettenmuseum) je bila vklesana v skale pod visokim stolpom. Leta 1644 je bila prvotna zelo visoka dvorana razdeljena z mezzaninom. Med namestitvijo vojakov so nastali novi prostori za častnike, v stolpu pa so bile zgrajene zaporniške celice.
Po Maxom Gandolfom von Kuenburg (1668–1687) bil leta 1681, zaradi možnega propada severnega cvingerja, predvsem pa zaradi nevarnosti napredovanja turške vojske (obleganje Dunaja leta 1683), zgrajen velik bastijon Kuenburgbastei. Ta bastijon, ki je visok več kot 30 m, je opremljen z dodatnimi kazematami. Franz Anton von Harrach (1709-1727) je zgradil kaščo in obnovil obhodni hodnik s stolpom (Bürgermeisterturm). Kot rezultat tega so bili izvedeni le manjši ukrepi, kot so popravila in majhni, močnejši podporni zidovi; po letu 1789 je bila orožarna razpuščena.

### Od avstrijske vojašnice do turističnega magneta
V 18. stoletju je bila samostojna knezonadškofija čedalje bolj vpeta v evropsko zavezniško politiko in njene koalicijske vojne. Kot previdnostni ukrep so v Avstrijo dostavili vse trdnjavsko orožje. Zaloga shranjenega orožja, je bila impresivna, le nekaj je je ostalo v Salzburgu. Eden najstarejših doslej, srednjeveški katapult, ki je bil pod Rosspfortom, je bil v 19. stoletju prodan lastnikom gradu Kreuzenstein . Po neugodnem poteku bitke pri Hohenlindenu je moral knezonadškof Colloredo pobegniti pred bližajočimi se četami, ki so se pozneje borile pri Walsu. Temu je leta 1803 sledila sekularizacija Salzburga (ločitev nadškofije od posvetne kneževine) in leta 1805 vključitev v avstrijsko monarhijo. Že leta 1851 so prepoznali visok umetniški pomen sob gotskih knezov in jih obširno obnovili. Leta 1861 je cesar Franc Jožef I. ukinil značaj trdnjave, več starih arzenalov in depojev pa je bilo nato porušenih. Visoki stolp je ostal vojašnica do leta 1883 (Hohe-Stock-Kaserne. do leta 1918 so bile zgradbe uporabljene kot skladišče oblačil in zapor; od leta 1912 do 1914 je bil tu postavljen Rainer polk.) Z naraščajočim turizmom je bila leta 1891 zgrajena trdnjavska železnica, bivališče Johanna Michaela Haydna pa preurejena v dolinsko postajo. Sledila je obnova  Salzburger Stier - mehanski orgelski instrument podoben preveliki glasbeni skrinji - z valjem v Krautturmu, ki ga je že leta 1753 obnovil Johann Rochus Egedacher.
Po svetovnih vojnah in desetih letih okupacije je trdnjava lahko ponovno postala simbol mesta v naraščajočem toku turistov. Številni kulturni dogodki, kot so Poletna slikarska akademija, ki jo je uvedel Oskar Kokoschka, srednjeveški festival in Adventni trg, različni muzeji in zbirke, pa tudi znameniti koncerti v Zlati dvorani poskrbijo za oživitev starih zidov in za financiranje tekočih obnovitvenih del, tako da se trdnjava Hohensalzburg lahko veseli pozitivne prihodnosti po 1100 letih obstoja.
Od leta 2015 do 2016 so bila izvedena obsežna dela obnove, v katerih je sodelovalo podjetje s sosednje Bavarske, ki je bilo izkušeno na področju ohranjanja spomenikov.
Na splošno je tako mogoče zgodovinsko in z vidika gradbene analize zelo dobro razložiti, da trdnjava Hohensalzburg v visokem srednjem veku po velikosti in pomenu ni ustrezala "običajnemu" plemiškemu gradu, ampak ima že od začetka nacionalni značaj kot knežji obrambni sistem in bivanjska veličastna zgradba. Zgodnji umetniki, ki so se izobraževali v sakralnih stavbah in so bili nad regionalnega pomena, so ustvarili visoko umetniško vrednost srednjeveškega razvoja v profani zgradbi v disciplinah arhitekture, kamnoseštva, štukature in slikarstva, ki so lahko konkurirali velikim cesarskim gradovom.
Septembra 2017 so se v načrtovanih šestih tednih začele manjše eksplozije za postavitev dveh rezervoarjev za vodo na trdnjavskem dvorišču v skali. Sicer je bil zadnji požar v trdnjavi leta 1840, vendar se ljudje zaradi težke oskrbe z gasilno vodo želijo pripraviti na morebitni večji požar, ne da bi morali napasti oskrbo s pitno vodo.
Potem ko je oktobra 2018 neurje močno poškodovalo strehe orožarne in kašče, so jih v obdobju od julija do novembra 2019 obnovili. Strešna konstrukcija je bila okrepljena z zgodovinskim starim lesom in položeno je bilo približno 80.000 skodel Eternita in pet ton bakrene pločevine .

## Trdnjava danes
Zaradi dobrega stanja in lege je Hohensalzburg magnet za ljudi. Zunanje utrdbe je mogoče obiskati brez vodnika; za notranji ogled je na voljo vodenje z vodniki (skladišče soli, mučilnica, stolp, obzidje, Salzburger Stier); notranjost v visokem stolpu (knežje sobe, muzeji) obiskujejo ljudje sami. V poletnih mesecih je, od julija 2009 dalje, v nemščini in angleščini posebna vodena tura, za katero je treba doplačati, obiskovalce pa prikrito grajsko osebje popelje na sprehod skozi 16. stoletje. Sicer zaprte prostore, kot so Pfisterei (stara pekarna), vinska klet, Kuenburgbastei ali kvadratni branik, je mogoče obiskati le na takšnih posebnih ogledih.
Za prebivalce zvezne dežele Salzburg je vstop v kompleks na prostem brezplačen.
Poleg obiskov redno prirejajo tudi koncerte in uporabljajo cerkev, na primer za cerkvene poroke ali ob nekaterih izbranih državnih praznikih. Muzej marionet v Salzburgu z zgodovinskimi zbirkami Salzburškega marionetnega gledališča in muzej K.u.k. pehotnega polka nadvojvode Rainerja št. 59. Obstajajo tudi tečaji likovnih umetnosti na Mednarodni poletni akademiji v Salzburgu.

## Slike
- Vrata z Lodronovim obokom (1. Sperrbogen)
- Protipožarni hodnik (Geschützgewölbe) v visokem stolpu
- Pogled na staro mesto
- Kašča na zunanjem obzidju
- Veliko grajsko dvorišče
- Grajsko dvorišče z Jurijevo cerkvijo
- Veliko grajsko dvorišče in prehod v visok stolp